# António Carvalho
António   de  Carvalho, nascido em 25 de outubro de 1989 a São Paio de Oleiros, é um ciclista português, membro da equipa ABTF Betão - Feirense ele e sobrinho do antigo ciclista Fernando Carvalho
.

## Equipas
- 2025, ABTF Betão - Feirense
- 2024, ABTF Betão - Feirense  2023, ABTF Betão - Feirense  2022, Glassdrive Q8 Anicolor  2021, Efapel  2020, Efapel  2019, W52 / FC Porto  2018, W52/FC Porto  2017, W52/FC Porto  2016, W52/FC Porto  2015, W52-Quinta da Lixa  2014, LA Aluminios - Antarte  2013, LA Aluminios - Antarte
- 2008, LA - Sistemas SSS - Trevomar

- 2009, Artesania De Galicia - Cidade De Lugo

- 2010, Mortágua - Basi
- 2011, Mortágua - Basi
- 2012, Mortágua

## Palmarés
- 2006
  - 3.º etapa da Volta a Portugal juniores
- 2007
  - 2.º etapa da Volta de Valladolid juniores
- 2010
  - Prova de Abertura
  - Prólogo (contrarrelógio por equipas) e 2.º etapa da Volta a Portugal do Futuro
- 2011
  - 3.º etapa do Grande Prêmio Abimota
- 2012
  - 2.º do Campeonato de Portugal em estrada
  - 3.º do Grande Prêmio Abimota
- 2013
  - 5.º etapa da Volta ao Alentejo
  - Volta a Portugal do Futuro :
    - Classificação geral
    - 5.º etapa
- 2015
  - Grande Prêmio Jornal de Notícias :
    - Classificação geral
    - 1.ª etapa
- 2016
  - 4.º etapa do Grande Prêmio Jornal de Notícias
  - 2.º do Grande Prêmio Jornal de Notícias
- 2018
  - Classificação geral do Grande Prêmio Jornal de Notícias
- 2019
  - 3.ºb etapa do Grande Prêmio Jornal de Notícias (contrarrelógio por equipas)
  - 1.ª etapa do Grande Prêmio Abimota (contrarrelógio por equipas)
  - 9.º etapa da Volta a Portugal
  - 3.º do Campeonato de Portugal da contrarrelógio
  - 3.º do Campeonato de Portugal em estrada

## Classificações mundiais
| Ano             | 2012  | 2013  | 2014  | 2015  | 2016  | 2017  | 2018  |
| UCI Europe Tour | 598.º | 899.º | 863.º | 651.º | 405.º | 409.º | 1 138 |